# Distretto di Chorrillos
Il distretto di Chorrillos è un distretto del Perù che appartiene geograficamente e politicamente alla provincia e dipartimento di Lima ed è situato a sud della capitale peruviana.

## Capoluogo e data di fondazione
- San Pedro de Chorrillos

Il distretto è stato istituito il 2 gennaio 1857

## Distretti confinanti
Confina a nord con il Distretto di Barranco e con il Distretto di Santiago de Surco; a sud e ad ovest con il Oceano Pacifico; e ad est con il Distretto di Santiago de Surco.

## Sindaco (Alcalde)
- Augusto Miyashiro Ushikubo  (2019-2022)
- Augusto Miyashiro Yamashiro (1996-2018)

### Evoluzione demografica
Superficie e popolazione: 38,94 km² e una popolazione stimata nel 2017 in 314 241 persone, di cui il 55% donne e il 45% uomini.

### Festività religiosa

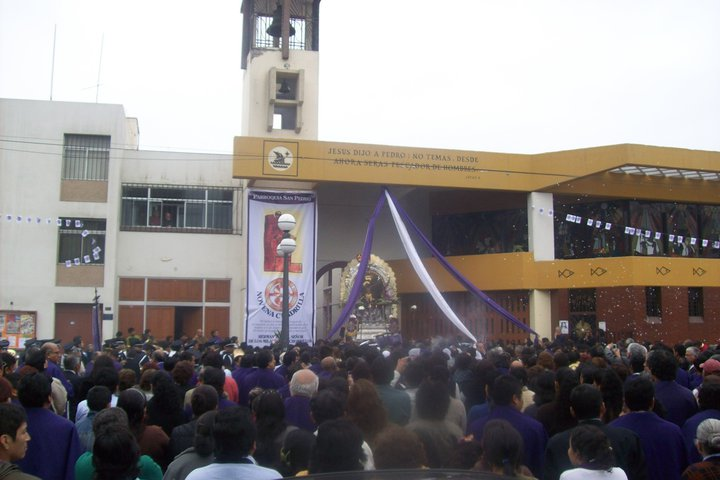
Signore dei Miracoli del distretto di Chorrillos

- Giugno: San Pietro
- Novembre: Signore dei Miracoli

### Scuole
- Liceo ginnasio statale José Olaya.
- Liceo particulare.
- Sagrado Corazon de Jesus